# 徳家

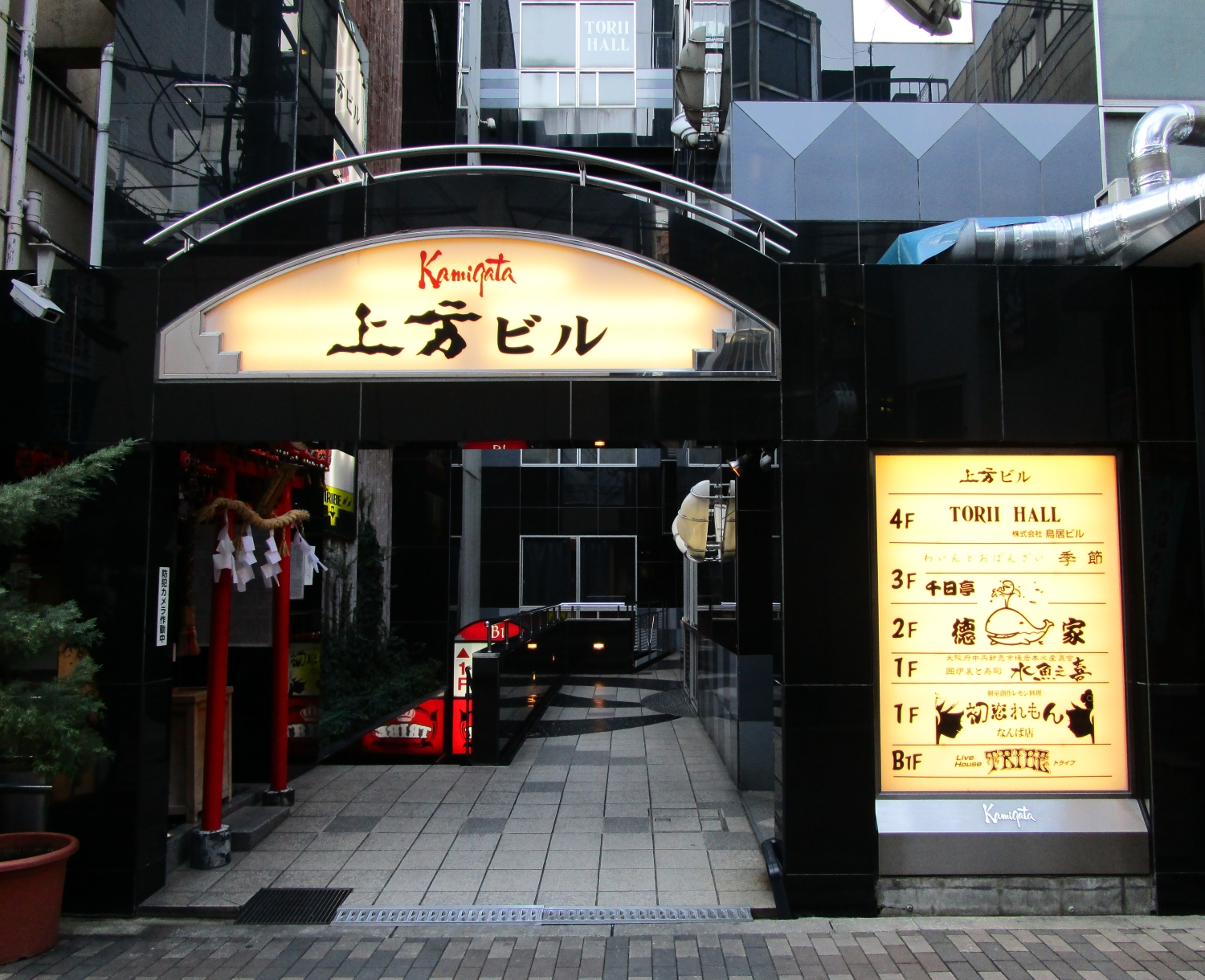
徳屋が入居した上方ビル入り口(2014年撮影）。看板に徳屋の文字が確認できる（2F）
店の内部は[https://www.google.com/maps/@34.6680231,135.5034618,2a,88.3y,309.31h,66.44t/data=!3m6!1e1!3m4!1sJFIVKGQXzHH8g8RKH_Yg4w!2e0!7i13312!8i6656 こちらから探索できる(GOOGLE MAP

徳家（とくや）は、大阪府大阪市中央区千日前にあった鯨料理店。ハリハリ鍋の発祥の店である。創業者の大西睦子は、日本の商業捕鯨禁止の間、鯨食文化の継承に尽力し、国際捕鯨委員会などで活動を行った。日本の商業捕鯨再開が決定した後の2019年5月25日に閉店した。
なお本店は閉店したが、のれん分けした信州徳家が長野県松本市で2020年現在も営業している。

## 歴史

### 創業から商業捕鯨禁止まで
1967年創業。女将の大西睦子が、母親が営業していた料亭を再興したい一心で「ふぐ料理店」を始めたのが徳家の始まりである。大西は料亭の三女として大阪市で生まれ育ち、大阪府立今宮高等学校中退後、結婚を機に千日前に出店した。大西は24歳であった。夫は黒門市場の魚屋の次男だった。店は7坪ほどの小さなものであった。
しかし「ふぐ料理店」での来客は芳しくなく、母親より鯨肉専門店への転換を勧められる。元々、大阪は太平洋戦争直後まで、日本の鯨肉の7割を消費していた土地柄で、大西自身も幼少時は、鯨肉を使ったすき焼きや鍋を食べていた。当時の鯨肉は安価で、一般市民にも親しまれた食材であったが、鯨肉を専門に扱う料理店は大阪にも少なく、「おでん屋」でコロ、サエズリが重宝されている程度だったためである。鯨肉は甘辛い味付けがなされることが多かったが、酒に合うように薄味スープを使って考案した鯨肉鍋は「ハリハリ鍋」と呼ばれ名物となった。スープはかつお節の効いた特製だしで、そこにたっぷりの水菜と鯨の赤身を入れて炊いた。鯨肉は毎朝市場で仕入れ、霜降りの多い「尾の身」だけを使用した。「尾の身」とは、鯨の体の立羽（背びれ）附近から尾までの肉で、鯨の肉で最も美味しく最も高価とされる部分である。鯨の赤身は、スープの染み込みを良くするために、客に提供する前に片栗粉をまぶした後に一度湯がいて下ごしらえした。水菜は「ハリハリ鍋」の語源にもなったように、煮えすぎて歯ごたえを損なわないように少量ずつ鍋に投入するように客に指導していた。まだ当時はミナミの周辺でも農業が行われており、湊町の向こうには水菜を植えた畑が広がっていた。スープも改良を重ね、昆布とカツオブシで出汁をとり、薄口醤油で味を調える。かつお節も質の良いものを厳選していた。鍋に加える唐辛子にはメキシコ産のハラペーニョを使った。ハラペーニョは隠し味として使われ、鯨肉の臭みを消して、後味を爽やかにする効果があった。具は、鯨肉と水菜、豆腐、シイタケ、餅、おばコロ（貴重なヒレのコロ）だけであった。食べた後はうどんやご飯を入れて雑煮にする客も多かった。うどんも汁の味が染みやすいように細めのうどんを選んだ。創業時約20席だった店は、手狭になり約80席になった。「くじら」の「9」に掛けた毎月9日は、近所の寺院で鯨供養を開催し続けた。

### 商業捕鯨禁止期間
1982年、国際捕鯨委員会（IWC）は、捕鯨の一時停止（モラトリアム）を決定した。1988年日本が商業捕鯨から撤退。これにより市場に流通する鯨肉は激減、調査捕鯨で入手したミンク鯨・ナガス鯨の鯨肉を入手して料理したが、1980年代に1人前400円だったハリハリ鍋も800円、1000円と徐々に値上げせざるを得なくなった。
商業捕鯨が禁止されて4年後の1989年からは、「鯨の味を忘れないで」という意味を込めて、大阪の通天閣で採算無視の鯨料理イベント「鯨まつり」を毎春開催した。その行動力が小泉武夫が理事長を務める商業捕鯨再開運動団体「クジラ食文化を守る会」の目にとまり、オブザーバーに指名される。
日本の鯨文化の継承に危機感を持った大西は、商業捕鯨再開は自分に与えられた使命と考え、1990年代からIWCの会議にオブザーバーとして10回以上参加し、鯨食の魅力や捕鯨の必要性を訴えた。しかしそこで大西は反捕鯨団体の嘲笑や日本の説明を聴こうとしない態度に直面し、捕鯨を取り巻く状況の厳しさを知る。
1991年開催のアイスランドでのIWC年次会議の会場となった「ホテル・サガ」では、大西みずから参加者に鯨肉料理を振舞った。現地アイスランドの捕鯨業者提供の冷凍ナガスクジラ12kgを元に、「尾の身」と赤身の刺し身、竜田揚げ、ステーキ、鯨肉入りうどんなどを作り、レイ・ギャンベル（Ray Gambell）IWC事務局長および、ノルウェー、デンマーク、セントビンセント、アイスランドのIWC代表委員や記者44人が参加し好評を得た。費用の30万円は大西の自己負担であった。招待した国で来場しなかったのはアメリカだけであった。レイ・ギャンベルも「実にうまい。東京へ行くたびに鯨肉レストランへ寄るが、いつ食べてもうまい」と上機嫌であった。元々は、総会開催期間中の1991年05月30日に鯨肉試食会をする予定であり、大西はホテル側と場所と人材の手配の交渉を済ませていたが、日本の代表団が捕鯨反対国を刺激しないために総会終了後の開催を要請し、6月2日に変更された。捕鯨に反対するグリーンピースは試食会会場には来なかったが、メンバー1人がレストランを訪れ鯨の刺身とステーキを食べ、匿名を条件に「ベリーグット」と言い残して去った。
1992年には日本の鯨料理専門店は10店舗に減った。商業捕鯨をしていた時代の在庫の肉も少なくなり価格は高騰。上質の赤身でキロ1万円、「尾の身」はキロ4万5000円にもなった。1997年には徳家でのハリハリ鍋の値段は1人前4000円となった。値段は高くなる一方で、調査捕鯨で供給される鯨肉は小型のミンク鯨だけだったので味は落ちた。一番美味しいとされるナガス鯨の肉は入手できなくなった。「尾の身」も新規の入荷が無くなり、冷凍庫に保管している在庫のみになった。
2009年12月1日からは、ビルの3階スペースを使って「徳徳亭『毎日寄席』」という寄席が始まった。落語家の桂春蝶、林家染左、講談師の旭堂南青ら企画に賛同した15人が日替わりで午後3時から日替わりで約1時間公演し、午後4時からは鯨刺し身、鯨竜田揚げ、ビールなどが振舞われた。企画はトリイホールの鳥居学社長だった。鯨食文化は大阪の大切な食文化であると、鳥居社長と意気投合しての開催であった。また若手芸人の活躍の場を設ける意味もあった。
2011年には、サエズリが以前の10倍の値段になった。コロも以前は黒門市場に山積みで販売されていたものが、日本全体で1年間に鯨1頭分のコロしか流通しなくなり、手の平程度の大きさで5000円を超える高級食材になった。
2014年3月31日には国際司法裁判所で南極海での調査捕鯨を禁止する判決が出される。大西は「困ったことになった。商業捕鯨再開に向けて取り組んでいる中での今回の判決で、日本への影響は計り知れない」「商業捕鯨が一時中止が決まった直後と同じ気分、かつては店頭に安価で並び庶民の味だった鯨肉だから大事な日本の食文化を守りたい」とコメントした。この頃は、捕鯨国のアイスランドからの輸入の冷凍鯨肉を使ってしのいでいた。1995年には書籍「徳家秘伝 鯨料理の本」を執筆し、同時に英語訳版も発売した。2016年に開設した店のホームページには、なぜ一律な商業捕鯨の禁止が不当なのか、なぜ商業捕鯨再開が必要なのかを訴える「Q and A」が掲載されていた。

### 閉店
2018年12月、日本はIWC脱退を通告。大西は「寝耳に水で驚いたが、ようやく次世代に鯨食文化を継承することができる」と語った。一定の社会的責任を果たしたと感じた大西は、2019年5月25日で店を閉じる決定をする。大西は76歳になっており、後継者がいないことも要因だった。鯨供養も2019年5月9日が最後となった。最後の鯨供養では、大西は関係者に「本当にありがとうございました」と挨拶して回り、鯨肉が昔のように一般家庭の家庭の食卓に並ぶ日が楽しみと語った。最終日の25日はなじみの客らの予約で満席だった。閉店当時のハリハリ鍋の値段は、1人前3600円であった。他にも皮くじら 800円、脂須の子 2,000円、赤身本皮盛合せ 1,000円、さえずり煮 1,200円などのメニューがあった。2019年7月から日本近海の商業捕鯨が約30年ぶりに再開された。

## 書籍
- 大西睦子 「徳家秘伝 鯨料理の本」 講談社 1995年 ISBN 978-4062075794

## 所在地
〒542-0074 大阪府大阪市中央区千1丁目7番地11号 上方ビル2Ｆ

## アクセス
- 地下鉄御堂筋線なんば駅 徒歩8分[5]
- 地下鉄堺筋線日本橋駅 徒歩5分[5]

## 特記事項
- 鯨のサエズリが良く食べられるようになったのは1980年 - 1990年頃からで、大西がサエズリの味の魅力を広めたとも言われる[8]。